# الدليمية (القصيم)
الدليمية مركز في منطقة القصيم في السعودية، وهو مركز فئة (أ) ويرتبط مباشرة في إمارة منطقة القصيم.

## نبذة
ورد في المعجم الجغرافي لبلدان القصيم تأليف الأستاذ محمد بن ناصر العبودي: الدليمية بإسكان الدال المشددة فلام مفتوحة فياء أولى ساكنة فميم مكسورة فياء ثانية مشددة فتاء مربوطة، على صيغة النسبة إلى الدليم أو الديلم وهذا هو الواقع كما سيأتي: هي قرية قديمة العمران ثم أصبحت هجرة للحنانية من بني سالم من قبيلة حرب منذ عام 1335 هـ، وأصله ماء قديم لبني عبس كان يسمى الديلم. قال ياقوت الحموي: ديلم: ماء لبني عبس، ونقل أبو عبيد الله البكري عن المطرز قوله: الديلم هو ماء لبني عبس. وقال عنترة بن شداد: شربت بماء الدحرضين فأصبحت * زوراء تنفر عن حياض الديلم
وورد ذكرها عندما زار الرحالة الأوربي لوريمر المنطقة في نهاية القرن الثالث عشر قال: الدليمية على بعد عشرة أميال شمال غربي الرس مكان استراحة على أحد الطرق المؤدية من بريدة إلى المدينة المنورة ويوجد بها حوالي عشرين بئراً يبلغ عمقها ثلاث قامات وماؤها به قليل من الأملاح ويزرع فيها القمح مزارعون من أهل الرس وقبيلة حرب وأحياناً يضرب بها البدو خيامهم.

## التأسيس
أقطع الملك عبد العزيز آل سعود الدليمية لشيخ الحنانية زبن بن مقبل بن جديع وجماعته في عام 1335 هـ.

## الموقع الجغرافي
تقع الدليمية في الجزء الغربي لمنطقة القصيم، وتقع على طريق المدينة المنورة القديم، وتبعد عن مدينة بريدة 100 كم، ويقع طريق المدينة المنورة السريع جنوب الدليمية ويبعد عنها 2 كم، وتقع في بطن وادي الدليمية مبتدأ سيله من جبل الرحا المسمى رقد قديما حتى يفيض في وادي الرمة أي أنه يمتد حوالي ستين كيلاً. وهي أحد أكبر بلدان منطقة القصيم الغربية، ويتبعها بعض القرى وهي: دليما والمصك والوسيطا ودريميحة والرفايع. ويقع شمال الدليمية جبل الرحى والتي كانت تسمى قديماً «رقد» والإصبعة والتي كانت تسمى قديماً «ساق العناب».

## الخدمات
فيها ثلاث مدارس ابتدائية للبنين ومدرستين متوسطتين وثانوية واحدة أما تعليم البنات فيوجد روضة وحضانة الأطفال وأربع مدارس ابتدائية وثلاث مدارس متوسطة ومدرسة ثانوية بالإضافة لمدارس تعليم الكبار ومحو الأمية ومركز إمارة ومركز شرطة ومحكمة شرعية وبلدية ومكتب دعوه وارشاد وجمعيه تعاونيه ولجنة التنمية الاجتماعية وجمعيه خيريه وهيئة للأمر بالمعروف والنهي عن المنكر ومركز صحي ومركز بريد ومقسم للهاتف منذ عام 1408 هـ ووحدة كهرباء، وفرع لمصرف الراجحي.

## السكان
يبلغ عدد سكان الدليمية 5862 نسمة، وسكانها بني سالم من قبيلة حرب ومعظمهم من فخذ الحنانية.

## رئيس المركز
رئيس المركز هو زبن بن عبد الله بن زبن بن جديع.